# Laine (Vorname)
Laine ist ein weiblicher Vorname.

## Herkunft und Bedeutung
Der im Estnischen verwendete Vorname bedeutet Welle/Woge.

## Namensträgerinnen
- Laine MacNeil (* 1996), kanadische Schauspielerin
- Laine Mets (1921–2007), estnische Pianistin und Musikpädagogin
- Laine Peters (* 1970), kanadische Curlerin
- Laine Randjärv (* 1964), estnische Politikerin